# Dag Hammarskjöldsleden (vandringsled)
Dag Hammarskjöldsleden är en 105 kilometer lång vandringsled mellan Abisko och Nikkaluokta (i Norrbottens län i Sverige). Leden invigdes 2004 och är tänkt som en modern pilgrimsled.
Arbetet med att framställa den nya leden gjordes i nära samarbete med samer på lokal, regional och nationell nivå samt mellan Svenska kyrkan i Luleå stift, Länsstyrelsen i Norrbottens län och Svenska Turistföreningen. Den startar i Abisko och följer till stor del Kungsleden innan den efter drygt nio mil når Nikkaluokta. 
Pilgrimsleden har fått sitt namn efter Dag Hammarskjöld, som gärna höll till i Abiskoområdet. Efter leden finns sju utvalda meditationsplatser med korta texter hämtade från Vägmärken (1963), Dag Hammarskjölds efterlämnade anteckningar. Texterna på såväl svenska som samiska finns inhuggna på stenar, en vid varje meditationsplats. De sju vägmärkena är tänkta som meditationsord att stanna upp inför och bära med sig under pilgrimsvandringen.